# Agent Orange (musikalbum)
Agent Orange är den tyska thrash metal-gruppen Sodoms tredje fullängdsalbum från 1989, och förmodligen deras mest kända. Albumtiteln syftar på avlövningsmedlet Agent Orange som användes av amerikanska styrkor under Vietnamkriget. De flesta av texter på skivan handlar om och är kritiska mot krig.

## Låtförteckning
1. Agent Orange
2. Tired and Red
3. Incest
4. Remember the Fallen
5. Magic Dragon
6. Exhibition Bout
7. Ausgebombt
8. Baptism of Fire
9. Don't Walk Away (Tank cover)

### CD2 på nyutgåvan från 2010
1. Incest (live)
2. Agent Orange (live)
3. Tired and Red (live)
4. Remember the Fallen (live)
5. Ausgebombt (live)
6. Ausgebombt (på tyska)

## Musiker
- Tom Angelripper - Sång, bas
- Chris Witchhunter - Trummor, körsång
- Frank Blackfire - Gitarr, körsång